# Sanja Ožegović
Sanja Ožegović (nacida el 15 de junio de 1959 en Zagreb, Yugoslavia) es una exjugadora de baloncesto yugoslava. Consiguió 2 medallas en competiciones oficiales con Yugoslavia.